# Annona neglecta
Annona neglecta este o specie de plante angiosperme din genul Annona, familia Annonaceae, descrisă de Robert Elias Fries. A fost clasificată de IUCN ca specie în pericol. Conform Catalogue of Life specia Annona neglecta nu are subspecii cunoscute.